# Lithosia levyi
Lithosia levyi là một loài bướm đêm thuộc phân họ Arctiinae, họ Erebidae.